# Campostoma oligolepis
Campostoma oligolepis és una espècie de peix de la família dels ciprínids i de l'ordre dels cipriniformes. Va ser descrit per Carl L. Hubbs i C.W. Greene el 1935.
Els adults poden assolir els 22 cm de longitud total.

## Distribució geogràfica
Es troba a Nord-amèrica.